# 余积镇
余积镇，是中华人民共和国辽宁省锦州市凌海市下辖的一个乡镇级行政单位。

## 行政区划
余积镇下辖以下地区：
余东村、余西村、牛心村、王善村、齐家村、臧东村、双台子村、苏富村、霍韩村、小方村、曹家村、望海村、半壁山村和千山村。